# Lahiri Mahasaya

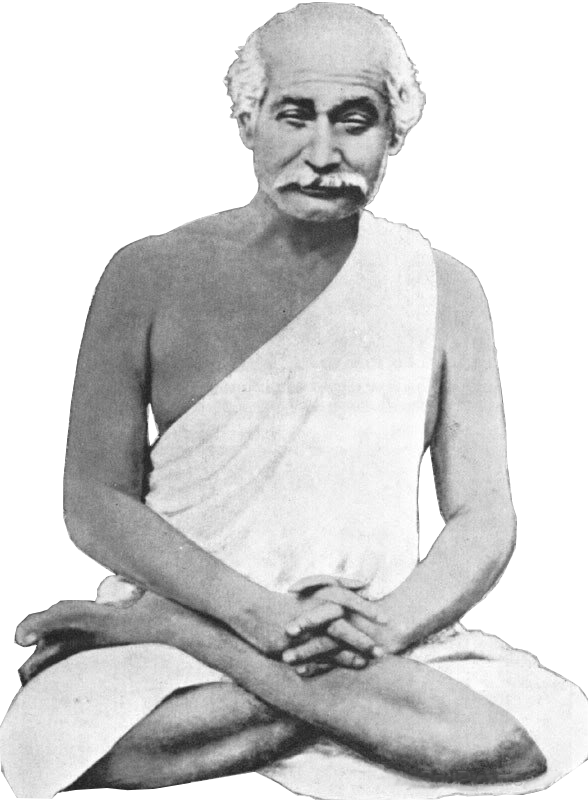
Lahiri Mahasaya

Lahiri Mahasaya, burgerlijke naam Shyama Charan Lahiri  (Bengaals: শ্যামাচরণ লাহিড়ী , Shêmā Chôron Lahiṛi) (Ghurnigram, Bengalen (India), 30 september 1828 - Benares, Uttar Pradesh, 26 september 1895), was een yogi en goeroe.
Op zijn drieëndertigste ontmoette hij zijn goeroe Mahavatar Babaji. Babaji wijdde hem in een grot in de Himalaya in de kriya yoga in en gaf hem de opdracht dit voortaan te verbreiden. De erg oude technieken van de kriya yoga golden sinds vele eeuwen als verloren en werden door Lahiri Mahasaya opnieuw ingevoerd.
Voor een goeroe als Lahiri Mahasaya is het eerder ongebruikelijk dat hij getrouwd en vader was. Hij woonde met zijn familie in Varanasi en onderwees zijn leerlingen op de binnenplaats van zijn huis. Tot zijn leerlingen behoorden Sri Yoekteswar en ook de ouders van Paramahansa Yogananda. Met zijn titel Mahasaya moet hij gezien worden als een Grote Ziel en geeft zijn aanzien weer onder de yogi's in de negentiende eeuw. Hij wijdde mensen in, ongeacht de religie die ze aanhingen of de kaste waartoe ze behoorden, waaronder hindoes, christenen, moslims, monisten, dualisten of mensen zonder een bepaald geloof.